# Герб Сеула
Печать Сеула представляет собой официальную символику столицы Республики Кореи. Печать имеет круглую форму. На гербе написано полное название города: "SEOUL METROPOLITAN GOVERNMENT ". На гербе изображены две полосы зелёного и синего цвета и красный круг. Фигуры символизируют Сеул будущего. Герб утверждён в 1996 году.